# Краснобрюхая белка
Краснобрюхая белка (лат. Callosciurus erythraeus) — вид белок из рода прекрасные белки, обитающий в Китае, Индии и Юго-Восточной Азии.

## Внешний вид и строение
Это среднего размера древесная белка. Длина тела с головой от 16 до 28 см, а хвоста от 11 до 26 см. Оба пола имеют одинаковый размер и внешний вид и весят от 310 до 460 г. Окрас меха сильно варьирует у разных подвидов, но в целом он коричневатый на верхней стороне тела с красноватым оттенком на животе и часто с черным на хвосте. Узор и оттенки меха часто используются для того, чтобы отличать подвиды друг от друга, но затрудняют различение вида в целом от других, похожих на него видов древесных белок

### Подвиды
Выделяют более 30 подвидов, хотя не все они признаются систематиками:

| - C. e. erythraeus - C. e. atrodorsalis - C. e. bartoni - C. e. bhutanensis - C. e. bonhotei - C. e. castaneoventris - C. e. erythrogaster - C. e. flavimanus | - C. e. gloveri - C. e. gongshanensis - C. e. gordoni - C. e. griseimanus - C. e. griseopectus - C. e. haringtoni - C. e. hendeei - C. e. hyperythrus | - C. e. intermedius - C. e. michianus - C. e. ningpoensis - C. e. pranis - C. e. qinglingensis - C. e. rubeculus - C. e. shanicus - C. e. siamensis | - C. e. sladeni - C. e. styani - C. e. thai - C. e. thaiwanensis - C. e. wuliangshanensis - C. e. wulingshanensis - C. e. zhaotongensis - C. e. zimmeensis |

.

## Распространение и место обитания
Краснобрюхая белка встречается на большей части юго-восточной Азии, включая Индию, Бутан, северную и восточную Мьянму, Вьетнам, части Камбоджи и Лаоса, большую часть Таиланда, северную полуостровную Малайзию, южный и восточный Китай, включая Хайнань и Тайвань. В пределах этого региона они встречаются в лесах ниже 3000 м, включая тропические и субтропические вечнозеленые, лиственные широколистные и субальпийские хвойные лесные массивы.
Это вид был интродуцирован в провинции Буэнос-Айрес в Аргентине, в районе города Морследе в Бельгии (где её первоначально ошибочно приняли за Sciurotamias davidianus), в Нидерланды, в районе коммуны Антиб во Франции и в Японии. В этих регионах он считается инвазивным видом, так как он может нанести значительный ущерб деревьям и может вредить местным видам, таких как обыкновенная белка.

## Питание и размножение
Как и все древесные белки, краснобрюхая белка в основном является растительноядной. Они употребляют множество различных видов пищи и имеют разные диеты в разных частях своего широкого ареала. Их основная пища листья, цветы, семена и фрукты. Они также поедают небольшое количество насекомых, а изредка и птичьи яйца.
Размножаются в течение всего года и могут снова спариваться, как только они предыдущий выводок станет самостоятельным. Беременность длится от 47 до 49 дней, в помёте от двух (что типично) до четырех бельчат. Бельчата покидают гнездо в возрасте от 40 до 50 дней и становятся половозрелыми в возрасте одного года. Продолжительность жизни до 17 лет в неволе.

## Поведение
Краснобрюхая белка активна круглосуточно, обитает в лесном пологе, и строят гнезда из листьев на высоте от 7 до 18 м над землей, и, реже, подземные норы. Самки занимают индивидуальные участки площадью от 0,5 до 0,8 гектаров, которые обычно не перекрываются, а у самцов участки намного крупнее, от 1,3 до 3,8 га, которые накладываются участки соседних самцов и самок. Как и многие другие белки, они запасают жёлуди осенью.